# NSH (motorfiets)
NSH is een historisch merk van motorfietsen.
De bedrijfsnaam was: A. Nödling & Söhne, Motorradfabrik, Hersfeld.
NSH was een klein Duits merk dat goede motorfietsen bouwde, aanvankelijk voorzien van 185- en 198cc-Paqué-kopklepmotoren, later ook van Villiers-blokken van 122 tot 346 cc en 346- en 490cc-JAP-zijkleppers. Een model had een 344 cc Villiers-paralleltwin.
In 1923 begon de productie van NSH, tegelijk met honderden andere kleine merken in Duitsland. Ongeveer 200 van deze merken waren voor 1927 weer verdwenen, maar NSH bleef tot 1930 bestaan. Dat kwam waarschijnlijk door de keuze van de inbouwmotoren van Villiers en JAP. Deze Britse merken bouwden uitsluitend "klantenmotoren" die door andere merken gekocht konden worden en hadden een goede naam.